# Doug Lefler
Doug Lefler é um escritor, diretor e produtor norte-americano, nascido na Califórnia.

## Carreira
Lefler nasceu no sul da Califórnia, e começou a fazer seus primeiros filmes caseiros com 12 anos. Ele começou na indústria cinematográfica como um animador, depois de ter feito filmes curtos como uma criança e, depois entrou no California Institute of the Arts. Seus colegas foram Tim Burton, John Lasseter, John Musker e Brad Bird. Após dois anos, ele trabalhou para a Disney e outros estúdios por vários anos como um animador, antes de avançar para a carreira de diretor. Ele trabalhou por muitos anos como um escritor e artista, até que se juntou com Sam Raimi em Army of Darkness, em 1991. Lefler também dirigiu alguns episódios em várias séries, como Xena: Warrior Princess e Hercules: The Legendary Journeys.

## Filmografia selecionada

### Departamento de arte
- Hercules and the Lost Kingdom (1994)
- Hercules and the Amazon Women (1994)
- My Father the Hero (1994)
- Ghost in the Machine (1993)
- Army of Darkness (1992)
- FernGully: The Last Rainforest (1992)
- Aces: Iron Eagle (1992)
- Freddy's Dead: The Final Nightmare (1991)
- Warlock (1989)
- DeepStar Six (1989)
- D.O.A. (1988)
- House II: The Second Story (1987)
- G.I. Joe (1986)
- The Transformers: The Movie (1986)
- House (1986)
- Transformers (1984-1986)
- Heathcliff & the Catillac Cats (1984)

### Diretor
- The Last Legion (2007)
- Xena: Warrior Princess (1995-1999)
- Mortal Kombat: Conquest (1998)
- Babylon 5 (1998)
- Spy Game (1997)
- JAG (1995)
- American Gothic (1995)
- Hercules: The Legendary Journeys (1995)
- Hercules and the Circle of Fire (1994)

### Assistente
- Spider-Man (2002)
- A Simple Plan (1998)
- Hercules and the Lost Kingdom (1994)
- Hercules and the Amazon Women (1994)
- Ghost in the Machine (1993)
- Army of Darkness (1992)

### Escritor
- Hercules: The Legendary Journeys (1995)
- Steel Dawn (1987)
- The Black Cauldron (1985)

### Produtor
- Boogeyman (2005)

### Animador
- The Little Mermaid (1989)